# 이도성
이도성(1984년 3월 22일 ~ )은 대한민국의 축구 선수이며 포지션은 미드필더이다.

## 클럽 경력
2007년 배재대학교를 졸업하고 드래프트를 통해 대전 시티즌에 입단하였다.
2009년 내셔널리그 안산 H FC로 이적하였다. 2013년 팀이 고양으로 연고지를 옮긴 후 K리그 챌린지에 참여하게 되며 팀과 함께 프로 무대로 복귀하였다.
2017년 서울 이랜드 FC로 이적하였다. 그러나 이도성은 서울 이랜드에서 한 경기도 출장하지 못하였고, 2018년 1월 8일 자유계약대상자로 풀려났다.
2018시즌을 앞두고 시흥 시민축구단에 입단했다.